# Sweet Melody
"Sweet Melody" é uma canção da girlgroup britânica Little Mix, gravada para o sexto álbum de estúdio Confetti (2020). Foi lançada através da RCA UK como terceiro single do álbum em 23 de outubro de 2020.

## Antecedentes
Em 18 de outubro de 2020, a banda postou um vídeo no Twitter, sugerindo um anúncio próximo. Em 19 de outubro de 2020, eles postaram um anúncio oficial e data de lançamento da canção, juntamente com uma prévia da faixa.

## Videoclipe
O videoclipe de "Sweet Melody" foi dirigido por KC Locke e lançado em 23 de outubro de 2020.

## Lista de faixas
Download digital e streaming
1. "Sweet Melody" – 3:33

Download digital e streaming – PS1 remix
1. "Sweet Melody" (PS1 remix) – 3:30

Download digital e streaming – Alle Farben remix
1. "Sweet Melody" (Alle Farben remix) – 3:21

Download digital e streaming – karaoke
1. "Sweet Melody" (karaoke version) – 3:30

## Charts
| Chart (2020/21)                               | Peak posição |
| --------------------------------------------- | ------------ |
| Bélgica (Ultratip Bubbling Under de Flandres) | 8            |
| Bolivia Anglo (Monitor Latino)                | 7            |
| Croácia (HRT)                                 | 20           |
| Emirados Árabes Unidos (Radiomonitor)         | 19           |
| Escócia (Scottish Singles Chart)              | 1            |
| Estados Unidos (Billboard Digital Song Sales) | 39           |
| Europa (Euro Digital Songs - Billboard)       | 3            |
| Globo (Billboard Global 200)                  | 72           |
| Grécia (IFPI Grécia)                          | 78           |
| Guatemala Anglo (Monitor Latino)              | 17           |
| Hungria (Single Top 40)                       | 17           |
| Irlanda (IRMA)                                | 7            |
| Latvia (Latvijas Radio 5)                     | 11           |
| Lituânia (AGATA)                              | 99           |
| Macedônia (Radiomonitor)                      | 1            |
| Nova Zelândia Hot Singles (RMNZ)              | 8            |
| Países Baixos (Single Tip)                    | 2            |
| Peru Anglo (Monitor Latino)                   | 11           |
| Portugal (AFP)                                | 80           |
| Reino Unido (UK Singles Chart)                | 1            |
| Suíça (Schweizer Hitparade)                   | 83           |
| Uruguai Anglo (Monitor Latino)                | 14           |

## Certificação
| Brasil (PMB) | Platina | 40,000‡  |
| Polónia (ZPAV) | Ouro    | 10,000‡  |
| Reino Unido (BPI) | Platina | 600,000‡ |
| * Número de vendas definido com base apenas no nível de certificação. ^ Número de embarques definido com base apenas no nível de certificação. ‡vendas+streaming definido com base apenas no nível de certificação. |         |          |

## Histórico de lançamento
| Região      | Data                  | Formato                    | Versão    | Gravadora | Ref.   |
| ----------- | --------------------- | -------------------------- | --------- | --------- | ------ |
| Vários      | 23 de outubro de 2020 | Download digital Streaming | Original  | RCA UK    | [ 37 ] |
| Vários      | 23 de outubro de 2020 | Download digital Streaming | PS1 Remix | RCA UK    | [ 38 ] |
| Reino Unido | 23 de outubro de 2020 | Contemporary hit radio     | Original  | RCA UK    | [ 39 ] |
| Austrália   | 6 de novembro de 2020 | Contemporary hit radio     | Original  | Sony      | [ 40 ] |